# Droga wojewódzka 785
Die Droga wojewódzka 785 (DW 785) ist eine 33 Kilometer lange Droga wojewódzka (Woiwodschaftsstraße) in der polnischen Woiwodschaft Łódź und der Woiwodschaft Heiligkreuz, die Ciężkowice mit Włoszczowa verbindet. Die Strecke liegt im Powiat Radomszczański und im Powiat Włoszczowski.

## Streckenverlauf
Woiwodschaft Łódź, Powiat Radomszczański
-  Ciężkowice (DW 784)
- Młynek
- Żytno
- Silnica
- Polichno
- Brzeziny
- Silniczka
- Maluszyn

Woiwodschaft Heiligkreuz, Powiat Włoszczowski
- Kurzelów
- Danków Duży
-  Włoszczowa (DW 742, DW 786)